# Jean-Claude Piumi
Jean-Claude Piumi (født 27. maj 1940, død 24. marts 1996) var en fransk fodboldspiller, der spillede som forsvarer. Han var på klubplan tilknyttet US Valenciennes og AS Monaco, og spillede desuden fire kampe for det franske landshold. Han var med på det franske hold ved VM i 1966 i England.